# Charakteristische Untergruppe
In der Gruppentheorie ist eine charakteristische Untergruppe einer Gruppe {\displaystyle G} eine Untergruppe {\displaystyle H}, die unter jedem Automorphismus von {\displaystyle G} in sich abgebildet wird. 

## Definition
Eine Untergruppe {\displaystyle H} von {\displaystyle G} heißt charakteristisch, wenn für jeden Automorphismus, das heißt bijektiven Gruppenhomomorphismus {\displaystyle f\colon G\rightarrow G}, gilt {\displaystyle f(H)\subset H}.

## Eigenschaften
Jede charakteristische Untergruppe ist Normalteiler, denn sie bleibt insbesondere unter jedem inneren Automorphismus erhalten. Umgekehrt ist aber nicht jeder Normalteiler charakteristisch. Betrachte z. B. die Kleinsche Vierergruppe: Jede ihrer Untergruppen ist normal, aber es gibt einen Automorphismus, der die 2-elementigen Untergruppen permutiert, also ist keine der 2-elementigen Untergruppen charakteristisch.
Die Gruppe selbst und die triviale Untergruppe, die nur aus dem neutralen Element besteht, sind stets charakteristisch. Gibt es keine weiteren charakteristischen Untergruppen, so nennt man die Gruppe charakteristisch einfach, die Kleinsche Vierergruppe ist nach dem gerade Gesagten ein Beispiel.
Ist {\displaystyle H} ein Normalteiler einer endlichen Gruppe {\displaystyle G} und hat {\displaystyle G} keine weitere Untergruppe derselben Ordnung, dann ist {\displaystyle H} charakteristisch, da Automorphismen Untergruppen nur auf ordnungsgleiche Untergruppen abbilden.

## Streng charakteristische Untergruppe
Ein verwandtes Konzept ist das einer streng charakteristischen Untergruppe (engl. distinguished subgroup). Eine solche Untergruppe {\displaystyle H} bleibt fest unter jedem Epimorphismus (surjektiven Homomorphismus) von {\displaystyle G} nach {\displaystyle G}. Beachte, dass für eine unendliche Gruppe nicht jeder Epimorphismus ein Automorphismus sein muss. Für endliche Gruppen fallen die Begriffe charakteristische Untergruppe und streng charakteristische Untergruppe allerdings zusammen.

## Voll charakteristische Untergruppe
Eine noch stärkere Forderung ist die einer voll charakteristischen oder vollinvarianten Untergruppe (engl. fully characteristic subgroup oder fully invariant subgroup). Eine solche Untergruppe {\displaystyle H} wird unter jedem Endomorphismus (Homomorphismus von {\displaystyle G} nach {\displaystyle G}) in sich abgebildet, d. h., wenn {\displaystyle f\colon G\rightarrow G} ein Homomorphismus ist, dann ist {\displaystyle f(H)\subset H}.

## Beispiele
Jede voll charakteristische Untergruppe ist also streng charakteristisch, jedoch nicht umgekehrt. Das Zentrum einer Gruppe ist stets streng charakteristisch, aber z. B. nicht voll charakteristisch für die Gruppe {\displaystyle D_{6}\times C_{2}} (das direkte Produkt der Diedergruppe der Ordnung 6 mit der zyklischen Gruppe der Ordnung 2).
Die Kommutatorgruppe einer Gruppe ist stets voll charakteristisch in ihr, ebenso die Torsionsuntergruppe einer abelschen Gruppe.
Die Eigenschaft, charakteristisch oder voll charakteristisch zu sein, ist transitiv, d. h., ist {\displaystyle H} eine (voll) charakteristische Untergruppe von {\displaystyle K} und {\displaystyle K} eine (voll) charakteristische Untergruppe von {\displaystyle G}, dann ist auch {\displaystyle H} eine (voll) charakteristische Untergruppe von {\displaystyle G}.